# San Martín del Pimpollar
San Martín del Pimpollar község Spanyolországban, Ávila tartományban. San Martín del Pimpollar Villarejo del Valle, El Arenal, Navarredonda de Gredos, Hoyocasero, Hoyos de Miguel Muñoz, Cuevas del Valle, Cepeda la Mora és Navadijos községekkel határos. Lakosainak száma 219 fő (2024).

## Népesség
A település népessége az utóbbi években az alábbiak szerint változott:
| Lakosok száma | 315  | 282  | 270  | 240  | 228  | 186  | 177  | 189  | 188  | 219  |
|               | 2001 | 2004 | 2006 | 2009 | 2011 | 2014 | 2016 | 2019 | 2021 | 2024 |